# 윤각장군 묘
윤각장군 묘(尹慤將軍 墓)는 세종특별자치시 도담동에 있는 무덤이다. 2016년 3월 21일 세종특별자치시의 향토문화유산 제65호로 지정되었다.

## 개요
윤각장군 묘(尹慤將軍 墓)는 조선시대 무신(武臣)인 윤각(尹慤, 1665~1724)의 무덤이다.
윤각의 본관(本貫)은 함안(咸安), 자(字)는 여성(汝誠), 시호(諡號)는 충민(忠愍)이다. 1699년(숙종 25)에 무과(武科)에 합격한 후 관직을 시작하여 함경남도병마절도사(咸鏡南道兵馬節度使)의 임무를 맡던 1712년(숙종 38)에는 조선과 청(淸)의 백두산경계를 조사하고 바로잡아 백두산정계비(白頭山定界碑)를 세우는데 큰 역할을 하였다. 1720년 숙종이 죽고 경종이 즉위하자 병조참판(兵曹參判)을 거쳐 삼도수군통제사(三道水軍統制使)를 역임한 후 총융청(摠戎廳)의 주장(主將)인 종이품(從二品) 총융사(摠戎使)에 이르렀다. 하지만 1721년(경종 1) 신임사화(辛壬士禍) 때 소론(小論)의 탄핵(彈劾)을 받고 투옥(投獄)된 후 유배되었다가 1724년(경종 4)에 의금부(義禁府)에서 죽임을 당한다. 1725년(영조 1)에 신임사화와 관련된 인물들에 대한 재조사를 통해 누명이 풀리면서 병조판서(兵曹判書)의 관직을 받았고 이때 그의 부인 김해김씨(金海金氏)는 그간의 억울함이 이제 풀렸다고 하면서 스스로 먹고 마시기를 멈추어 목숨을 끓은 열행(烈行)이 알려져 정려(旌閭)가 내려졌다. 1783년(정조 7)에 충민이라는 시호가, 1805년에는 4대(代)가 지나도 땅에 묻지 않고 영구히 제사를 올리는 불천위(不遷位)로 모실 것과 그의 신주(神主)를 모시는 사당(祠堂)을 하사받았다.
윤각장군의 사당과 부인 김해김씨의 정려는 충청남도 공주시 의당면 월곡리에 있으며, 윤각장군 묘는 본래 충청남도 연기군 금남면 영곡리(현재 세종특별자치시 금남면)에 위치했었으나 세종특별자치시 개발에 따라 현재 위치로 옮겨졌다. 

## 지정 사유
조선시대 무신인 윤각(尹慤, 1665~1724)의 묘로, 윤각은 조선과 청나라 사이의 국토 경계가 획정되는 데 큰 공을 세운 인물이다. 행정중심복합도시 건설에 따라 이장과정을 거쳤으나 호석을 두른 봉분 등 원형이 잘 보존되어 있어 그 가치를 인정하여 향토문화유산으로 지정한다.